# Jacob Rees-Mogg
Jacob William Rees-Mogg (Londen, 24 mei 1969) is een Brits politicus van de Conservatieve Partij. Van 2010 tot 2024 was hij lid van het Lagerhuis voor Noord-Oost-Somerset. Hij was vanaf februari 2022 minister voor Brexitkansen en Efficiëntie van de regering in het tweede kabinet van premier Boris Johnson. Van 2019 tot 2022 was hij Lord President of the Council (voorzitter van de Privy Council) en Leader of the House of Commons (fractieleider van de regeringspartij in het Lagerhuis). Na een kortstondig ministerschap in het kabinet-Truss werd hij eind oktober 2022 weer backbencher in het Lagerhuis. Bij de Lagerhuisverkiezingen van 2024 werd hij niet herkozen.

## Jeugd en carrière
Jacob Rees-Mogg is een zoon van de in 2012 overleden journalist en lid van het Britse Hogerhuis William Rees-Mogg en Gillian Shakespeare Morris. Hij heeft drie zussen en een broer, onder wie de journaliste en conservatief kandidaat-parlementslid Annunziata Rees-Mogg. De familie komt uit Somerset en bezat steenkoolmijnen. Jacob Rees-Mogg werd geboren in het Londense Hammersmith, en groeide op in Ston Easton in Somerset.
Rees-Mogg ging naar de kostschool Eton College en studeerde geschiedenis aan Trinity College (onderdeel van de Universiteit van Oxford), waar hij in 1991 afstudeerde. Aan de universiteit was hij voorzitter van de conservatieve studentenvereniging en een veelgezien debater bij de Oxford Union Society, waar hij werd gekozen tot librarian (bibliothecaris). Na zijn afstuderen was hij analist bij J. Rothschild Investment Management, directeur bij Lloyd George Management en vanaf 2007 enige tijd directeur en later afdelingshoofd bij het door hem opgerichte Somerset Capital Management.

## Politieke loopbaan
In 1997 stelde Rees-Mogg zich voor het eerst als conservatief verkiesbaar in het traditioneel linkse district Central Fife, waar hij bespot werd om zijn campagnetactiek waarbij hij met zijn nanny de wijken met traditionele Labour-stemmers in ging. Hij werd met slechts 9% van de stemmen derde, minder dan de helft van de stemmen die de vorige conservatieve kandidaat behaalde. Hij werd in de pers bekritiseerd om zijn posh accent en voorkomen. In 2001 was hij kandidaat in het Labour-district The Wrekin in Shropshire, waar hij een lichte verbetering wist te bewerkstelligen voor de Conservatieve Partij.
Tussen 2005 en 2008 was hij voorzitter van een conservatieve politieke vereniging in de City of Londen en Westminster. Hij was tevens een bestuurslid van het Hospital of St John and St Elizabeth in Londen, en moest in 2008 ontslag nemen na hoogoplopende discussies over het aannemen van een ethische code waarin niet-katholieke praktijken zoals abortus werden verboden.

### Lagerhuislid
Tijdens de verkiezingen van 2010 was Rees-Mogg kandidaat in het nieuwe district van North East Somerset en werd hij beschreven in de pers als de "grootste nachtmerrie van David Cameron" (de conservatieve leider). Hij wist uiteindelijk de meeste stemmen in zijn district te behalen, met een marge van bijna 5000 stemmen. Zijn zus Annunziata was tegelijk ook conservatief kandidaat in het aanpalende Somerset and Frome, maar werd met een marge van 1800 stemmen verslagen.
Eenmaal lid van het lagerhuis, vestigde Rees-Mogg een reputatie met zijn humor en zijn filibusters, waarbij hij een lange speech houdt en het debat frustreert. Hij wordt gezien als een opstandig conservatief parlementariër. Zo stemde hij tegen enkele moties en wetsvoorstellen van zijn eigen coalitie, waaronder betreffende de hervorming van het hogerhuis en het referendum over het lidmaatschap van de Europese Unie. Hij hield met zijn filibusters enkele wetten tegen door dusdanig lang te spreken dat de beschikbare tijd te kort was.

### Politieke standpunten
Zowel vanwege zijn politieke standpunten als zijn voorkomen en zijn voorkeur voor ouderwets taalgebruik, heeft Rees-Mogg ook wel de bijnaam The Honorable Member for the 18th Century (het geachte lid voor de 18e eeuw).
Rees-Mogg stelde zich op als voorstander van nulurencontracten, waarbij hij beargumenteerde dat ze gunstig zijn voor werknemers en studenten, omdat ze een flexibiliteit en een route naar langdurig werknemerschap bieden. Ook is hij een euroscepticus, en wilde hij samenwerken met de UK Independence Party - waarmee hij zijn partijleiders ergerde. Hij is tegen het toestaan van het homohuwelijk en is bang dat het toestaan ervan de traditionele supporters van zijn partij zouden vervreemden. Hij stelt zich op het standpunt dat het homohuwelijk onverenigbaar is met zijn katholieke geloof, en hij ziet het als een puur religieus thema. Hoewel hij initieel een supporter van de toenmalige Amerikaanse presidentskandidaat Donald Trump was, distantieerde hij zich van hem toen in oktober 2016 opnames van vrouwonvriendelijke opmerkingen gemaakt door Trump naar boven kwamen.
Rees-Mogg was een voorstander van het verlaten van de Europese Unie in het Brexit-referendum en voerde hiervoor actief campagne in 2016.

### Politieke functies
Na het aantreden van kabinet-Johnson in juli 2019 werd Rees-Mogg door premier Boris Johnson aangesteld als Lord President of the Council en Leader of the House of Commons. Een van zijn eerste beleidsdaden was het uitvaardigen van nieuwe voorschriften voor taalgebruik en etiquette voor het personeel van het parlement, waarmee hij naar het oordeel van sommigen de klok terugdraaide.
Rees-Mogg roept herhaaldelijk kritiek op. In een cruciaal Brexit-debat op 3 september 2019 kreeg hij van Anna Turley, een Labour-Lagerhuislid, het verwijt “the physical embodiment of arrogance, entitlement, disrespect and contempt for our parliament” te zijn. Hij hoorde de bijdragen van oppositieleden aan terwijl hij zich languit had uitgestrekt in de groene bankjes van het parlement. Later gaf hij toe dat hij dit misschien niet had moeten doen. Naar aanleiding van het rapport over de brand in de Grenfelltoren op 14 juni 2017, waarbij 71 dodelijke slachtoffers waren gevallen en de brandweer de bewoners het verkeerde advies had gegeven hun flats niet te verlaten, merkte Rees-Mogg op 4 november 2019 in een radio-interview op dat de bewoners "hun gezonde verstand moeten gebruiken. [..] Als je gewoon negeert wat je verteld wordt en weggaat, ben je veel veiliger". Voor dit commentaar, waarop nabestaanden en overlevenden geschokt reageerden, bood hij later excuus aan.
Bij een herschikking van het kabinet in februari 2022 werd Rees-Mogg benoemd tot minister voor Brexitkansen en efficiëntie van de regering in het tweede kabinet van Boris Johnson.
In het kortstondige kabinet-Truss in september en oktober 2022 was Rees-Mogg minister van Economische Zaken. Zijn vorige post van minister voor Brexitkansen was afgeschaft. In het kabinet-Sunak, dat aantrad op 25 oktober 2022, kreeg Rees-Mogg geen ministerspost. Sindsdien was hij backbencher. Bij de Lagerhuisverkiezingen van 4 juli 2024 werd hij niet herkozen.

## Persoonlijk leven
In 2007 trouwde Jacob Rees-Mogg met Helena de Chair, een redacteur van een vakblad voor de olie-industrie. Ze is de dochter van de auteur en dichter Somerset de Chair en zijn vierde vrouw, Lady Juliet Tadgell, het enige kind van Peter Wentworth-Fitzwilliam, de 8e graaf Fitzwilliam. Ze hebben samen vijf zoons en een dochter. Zijn vrouw is Anglicaans.
- Bibsys: 1560455411655
- Gemeinsame Normdatei: 1150876352
- International Standard Name Identifier: 0000 0004 2337 6617
- Library of Congress Control Number: nb2013025670
- Virtual International Authority File: 305856780
- WorldCat: E39PBJt3T6jTTm3HbKqrhYqbBP